# 1秒先の彼女
『1秒先の彼女』（いちびょうさきのかのじょ、原題：消失的情人節）は、2020年公開の台湾映画。2020年（第57回）金馬奨で作品賞、監督賞、脚本賞、編集賞、視覚効果賞を受賞。
2023年に『1秒先の彼』のタイトルで日本版のリメイク映画が公開。

## あらすじ
せっかちなヒロインが、デートしようとしたら、いつの間にか翌日になっていた。デートの日に何があったかを探ろうとしてキーマンを発見する。

## キャスト
- シャオチー - リー・ペイユー[1]
- グアタイ - リウ・グァンティン[1]
- ダンカン・チョウ
- ヘイ・ジャアジャア
- リン・メイシュウ
- グー・バオミン
- チェン・ジューション
- リン・メイジャオ
- ホアン・リェンユー
- ワン・ズーチャン
- チャン・フォンメイ

## スタッフ
- 監督：チェン・ユーシュン[1]
- 脚本：チェン・ユーシュン
- 撮影：チョウ・イーシェン
- 美術：ワン・ジーチョン
- 編集：ライ・シュウション
- 音楽：ルー・リューミン

## 評価
2021年7月1日号の週刊文春のクロスレビュー「シネマチャート」では、5人の評者のうち1人が5点満点、3人が4点、1人が3点。
2021年6月27日発行のしんぶん赤旗日曜版『にちようシネマ館』では、（空）と名乗る評者が「実に見事な脚本です」と評した。

## 日本版
『1秒先の彼』（いちびょうさきのかれ）のタイトルで、2023年7月7日に公開。監督は山下敦弘、脚本は宮藤官九郎。主演は岡田将生と清原果耶。
キャラクター設定が男女逆となり、京都を舞台に物語が展開される。

### キャスト（日本版）

#### 主要人物
皇一（すめらぎ はじめ）
演 - 岡田将生（幼少期：柊木陽太）
何でも1秒早い郵便局員。仕事は効率的にこなせても恋愛は不得意。よく「残念なイケメン」と言われる。
花火大会でのデートを控えていたが、何らかの要因でデートの翌日に目を覚ましてしまう。

長宗我部麗華（ちょうそかべ れいか）
演 - 清原果耶（幼少期：加藤柚凪）
何でも1秒遅い大学生。留年し続けて現在7回生の25歳。毎日郵便局に通い、とある宛先に手紙を送り続けている。

#### 周辺人物
桜子（さくらこ）
演 - 福室莉音
ハジメが想いを寄せる、路上ミュージシャン。ハジメと「花火大会デート」の約束をする。
釈迦牟尼仏憲（みくるべ けん）
演 - 荒川良々
謎のバス運転手。レイカと同様に「消えた1日」の秘密を握る。
エミリ
演 - 松本妃代
ハジメの職場の同僚で元カノ。交際期間26日にハジメを振った。
小沢
演 - 伊勢志摩
ハジメの同僚。ハジメに毒舌で的確なツッコミを入れる。
皇舞（すめらぎ まい）
演 - 片山友希
ハジメの妹。ハジメとミツルの3人で長屋で同居している。
皇清美（すめらぎ きよみ）
演 - 羽野晶紀
ハジメの母。いつも忙しないハジメのことを心配している。
皇平兵衛（すめらぎ ヘいベえ）
演 - 加藤雅也
ハジメの父。ハジメが高校生のときに「みょうがとパピコ」を買いに行ったきり戻ってきていない。

#### その他
エミリの彼氏
演 - 朝井大智
ミツル
演 - しみけん
舞の彼氏。ハジメのことを「お義兄さん」と呼んでいる。
花火師
演 - 山内圭哉
ハジメがデートをする予定だった花火大会の花火師。
写真店の店主
演 - 笑福亭笑瓶
ハジメの写真が飾られていた写真館の店主。
笑福亭笑瓶
演 - 笑福亭笑瓶（本人役、一人二役）
ラジオ番組「笑瓶のおばんざいナイト」のラジオDJ。ラジオを通してハジメの悩みをよく聞いてくれる。

### スタッフ（日本版）
- 原作：チェン・ユーシュン『1秒先の彼女』
- 監督：山下敦弘
- 脚本：宮藤官九郎
- 主題歌：幾田りら「P.S.」[10]
- プロデューサー：根岸洋之、定井勇二
- ラインプロデューサー：植野亮
- 音楽：関口シンゴ
- 撮影：鎌苅洋一
- 照明：永田ひでのり
- 美術：松尾文子
- 装飾：中込秀志
- 録音：小宮元
- 衣装：江口久美子
- ヘアメイク：酒井啓介
- 編集：佐藤崇
- 音響効果：廣中桃李
- 助監督：長尾楽
- 制作担当：坂口智久
- 助成：文化庁文化芸術振興費補助金（映画創造活動支援事業）独立行政法人日本芸術文化振興会
- 制作プロダクション：マッチポイント[3]
- 製作幹事・配給：ビターズ・エンド[3]
- 製作：「1秒先の彼」製作委員会[3]